# Joseph Ravisa
Joseph Ravisa, né le 19 mars 1850 à Montboucher (Drôme) et mort le 13 juillet 1931 à Lyon (Rhône), est un homme politique français.

## Biographie
Commerçant à Montélimar, il est conseiller municipal en 1888 et maire de Montélimar de 1908 à 1925. Il est conseiller d'arrondissement en 1903, et député de la Drôme, inscrit au groupe radical-socialiste, de 1910 à 1919.

## Sources
- « Joseph Ravisa », dans le Dictionnaire des parlementaires français (1889-1940), sous la direction de Jean Jolly, PUF, 1960 [détail de l’édition]